# Gartnerkofel
Le Gartnerkofel est une montagne qui s'élève à 2 195 m d'altitude dans les Alpes carniques en Autriche.